# Emile Hirsch
Emile Davenport Hirsch (Palm Springs, 13 de março de 1985) é um ator e diretor norte-americano. Tornou-se conhecido por sua atuação nos filmes The Mudge Boy, Lords of Dogtown, Alpha Dog, Girl Next Door,  Into the Wild, Speed Racer, Milk e Lone Survivor.

## Biografia
Emile nasceu em Palms, Califórnia, filho de Margaret Davenport, uma artista visual, e David Hirsch, um consultor industrial, gerente e produtor. Sua irmã mais velha, Jennifer Bolduc, também é atriz, e é casada com o compositor Samuel Bolduc. Hirsch cresceu em Los Angeles, Califórnia, e Santa Fé no Novo México, onde viveu com sua mãe depois que seus pais se separaram. Emile estudou na Paul Revere Middle School e na The Hamilton Academy of Music and The Performing Arts em Los Angeles.
Entre seus filmes favoritos estão Roger, O Conquistador (2002), Sindicato de Ladrões (1954), Uma Rua Chamada Pecado (1951), Os Suspeitos (1995) e A Costa do Mosquito (1986).

### Carreira
Emile começou sua carreira aos oito anos de idade, aparecendo em pequenos papéis em séries de TV, incluindo Kindred: The Embraced, Sabrina, the Teenage Witch e NYPD Blue. Estreou no cinema com o filme Meninos de Deus, de 2002, o qual coestrelou com Kieran Culkin. O filme conta a história de dois rapazes que estudam em uma escola católica e criam uma revista em quadrinhos onde são os super-heróis, e seus professores são os vilões. Seu próximo papel foi no drama Clube do Imperador, também de 2002. Ambos os filmes receberam críticas positivas em geral, mas obtiveram desempenhos moderados nos cinemas.
Hirsch posteriormente coestrelou com Elisha Cuthbert na comédia teen Show de Vizinha, de 2004, e como resultado ganhou um maior reconhecimento entre a audiência adolescente, foi indicado ao MTV Movie Awards na categoria de melhor beijo junto com Cuthbert.
The Mudge Boy, um filme independente que tinha feito antes de Show de Vizinha, teve um lançamento limitado no verão de 2004. Seu filme seguinte, Heróis Imaginários, lançado em fevereiro de 2005, é um drama sobre uma família disfuncional. O filme recebeu uma edição limitada, e portanto não conseguiu atingir um grande público, apesar das críticas majoritariamente positivas.

Em junho de 2005, Emile estrelou com Heath Ledger em Os Reis de Dogtown, um filme baseado na história real de um grupo de skatistas da década de 1970. Ele apareceu posteriormente em Alpha Dog, um drama estrelando por Justin Timberlake, Anton Yelchin, Bruce Willis e Sharon Stone. Neste filme, Hirsch interpreta mais um personagem baseado na vida real, o traficante Jesse James Hollywood. Apesar de ter sido filmado em 2004, o filme só foi lançado em janeiro de 2007. Durante as filmagens, Hirsch conheceu o pai de Jesse James Hollywood, e posteriormente chegou a dizer que sentiu "muito medo na maioria das vezes" enquanto filmava, por causa dos personagens e diálogos duros.

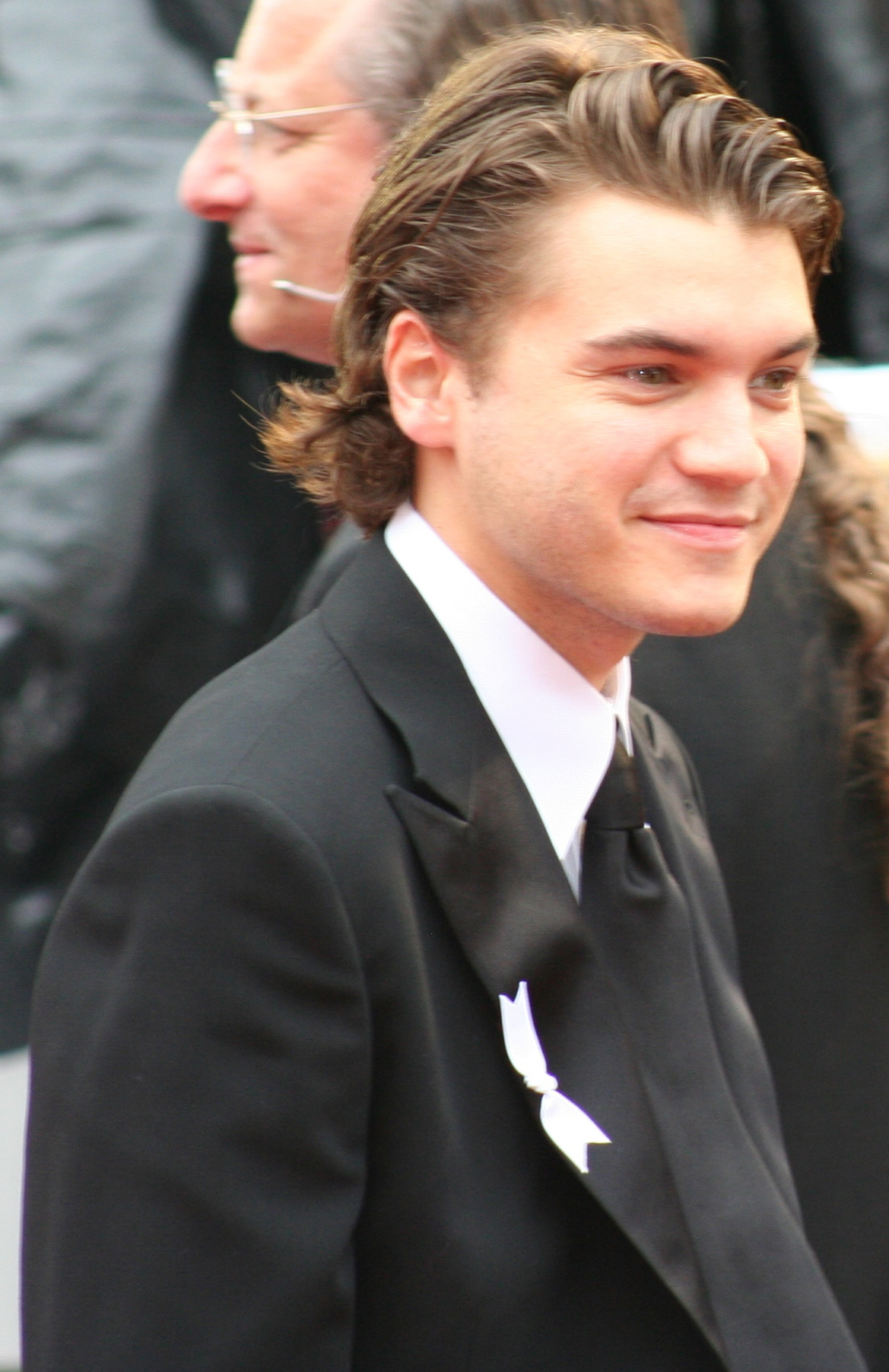
Hirsch em 2009

Seu próximo filme foi Into the Wild (filme), lançado em setembro de 2007, no qual interpretou o aventureiro Christopher McCandless. O filme, dirigido por Sean Penn, foi criticamente aclamado. Emile perdeu aproximadamente 18,2 kg para interpretar o papel e foi observado como um potencial indicado ao Oscar, além de ter recebido uma indicação ao Screen Actors Guild para Melhor Ator pelo filme. No ano seguinte, Hirsch teve o papel principal em Speed Racer. Também em 2008, no filme Milk - A Voz da Igualdade, dirigido por Gus Van Sant, ele desempenhou o papel de Cleve Jones. O filme trata da vida do político de San Francisco, Harvey Milk, com Sean Penn no papel título.
Emile estrelo em Aconteceu em Woodstock, com base no roteiro de Elliot Tiber e adaptado por James Schamus. O filme foi dirigido pelo diretor ganhador de um Oscar Ang Lee, e contou com as presenças de Demetri Martin, Liev Schreiber, Imelda Staunton, Eugene Levy e Henry Goodman. Aconteceu em Woodstock foi filmado em Nova York e lançado em 2009.
Seu próximo filme foi Killer Joe, dessa vez Hirsch atuou ao lado de Matthew McConaughey. Nessa trama Hirsch fez o papel de um traficante de 22 anos que tem o estoque roubado pela sua própria mãe, e tem que arrumar 6 mil para se livras dos traficantes, então ele contrata um detetive particular para matar sua mãe e ganhar o seguro de vida dela. Killer Joe foi filmado em 2011 e lançado em 2013.
No mesmo ano Emile atuou em The Darkest Hour, depois de sua volta como ator principal Hirsch não se deu muito bem nesse filme, que teve um orçamento muito abaixo do esperado e muito criticado.

## Vida pessoal
Hirsch reside em Venice, Califórnia.
Já havia dito que gosta de escrever poesia, roteiros e de andar de skate.
Em 2007, Hirsch foi considerado por Sean Penn como o futuro do cinema.
Ele ganhou cinco prêmios: de melhor ator e de melhor performance em Into the Wild (filme), de Melhor atuação em conjunto em Milk, além de Rising Star Awards e Estrela do Amanhã - Masculino.
Além desses prêmios, Hirsch já foi indicado outras 11 vezes.
Muitas vezes foi visto cantando karaoke com Lindsay Lohan, Bo Barrett, Michelle Rodriguez, Kellan Rhude e Nicole Richie em Beverly Hills, Califórnia. Também é grande amigo do ator Robert Pattinson.
No dia 27 de outubro de 2013, teve seu primeiro filho chamado Valor. A mãe da criança é uma ex namorada sua.
Em 2017 foi convidado para atuar ao lado de Lady GaGa no Remake do filme Stars I Born de 1980.

## Filmografia

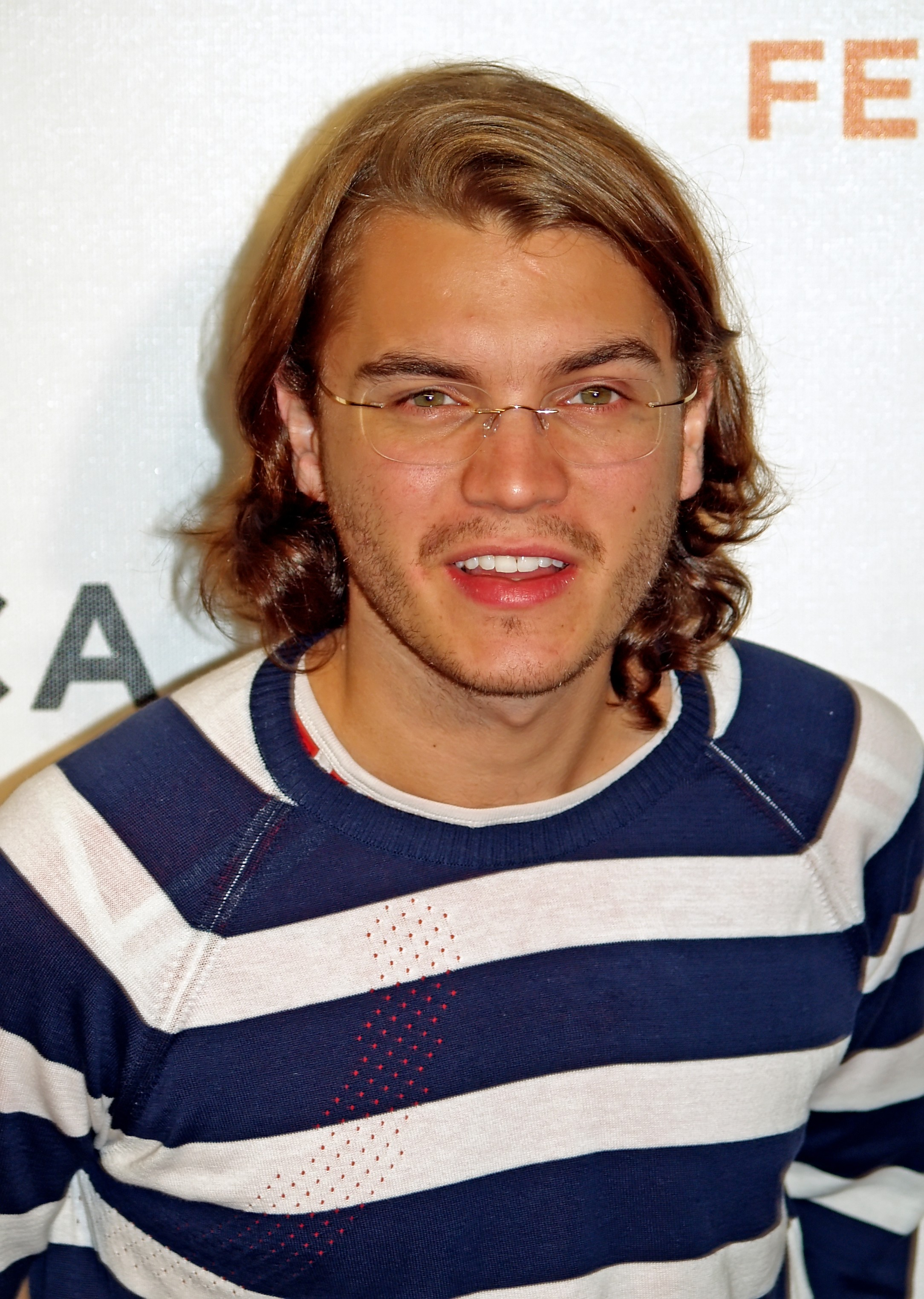
Emile no Festival de TriBeCa, maio de 2008

| Filmes    | Filmes                                                            | Filmes                         |                |
| Ano       | Título Original                                                   | Papel                          |                |
| --------- | ----------------------------------------------------------------- | ------------------------------ | -------------- |
| 1998      | Gargantua                                                         | Brandon Ellway (para TV)       |                |
| 1998      | Houdini                                                           | Houdini (jovem - para TV)      |                |
| 2001      | Wild Iris                                                         | Lonnie Bravard (para TV)       |                |
| 2002      | The Dangerous Lives of Altar Boys                                 | Francis Doyle                  |                |
| 2002      | The Emperor's Club                                                | Sedgewick Bell                 |                |
| 2003      | The Mudge Boy                                                     | Duncan Mudge                   |                |
| 2004      | The Girl Next Door                                                | Matthew Kidman                 |                |
| 2004      | Imaginary Heroes                                                  | Tim Travis                     |                |
| 2005      | Lords of Dogtown                                                  | Jay Adams                      |                |
| 2006      | Alpha Dog                                                         | Jesse James Hollywood          |                |
| 2007      | The Air I Breathe                                                 | Tony                           |                |
| 2007      | Into the Wild                                                     | Christopher McCandless         |                |
| 2008      | Speed Racer                                                       | Speed Racer                    |                |
| 2008      | Speed Racer: Wonderful World of Racing - The Amazing Racer Family | Speed Racer                    |                |
| 2008      | Speed Racer                                                       | Speed Racer (Vídeo Game - voz) |                |
| 2008      | Milk                                                              | Cleve Jones                    |                |
| 2009      | Taking Woodstock                                                  | Billy                          |                |
| 2011      | Killer Joe                                                        | Chris                          |                |
| 2011      | The Darkest Hour                                                  | Sean                           |                |
| 2012      | The Motel Life                                                    | Frank Flannigan                |                |
| 2012      | Savages                                                           | Spin                           |                |
| 2012      | Venuto al mondo                                                   | Diego                          |                |
| 2013      | Prince Avalanche                                                  | Lance                          |                |
|           | Lone Survivor                                                     | Danny Dietz                    |                |
| 2019      | Once upon a time in Hollywood                                     | Jey Sabring                    |                |
| 2020      | The Comeback Trail                                                | James Moore                    |                |
| Televisão |                                                                   |                                |                |
| Ano       | Título                                                            | Papel                          | Episódios      |
| 1996      | Kindred: The Embraced                                             | Garoto moribundo               | 1 episódio     |
| 1997      | 3rd Rock from the Sun                                             | Punk                           | 1 episódio     |
| 1997      | Early Edition                                                     | Lance Foster                   | 1 episódio     |
| 1998      | Players                                                           | Adam Paprelli                  | 1 episódio     |
| 1999      | Two of a Kind                                                     | Jeremy                         | 1 episódio     |
| 1999      | Sabrina, the Teenage Witch                                        | Darryl                         | 1 episódio     |
| 1999      | Promised Land                                                     | Walter Elliott                 | 1 episódio     |
| 1999      | The Pretender                                                     | Bryce Banks                    | 1 episódio     |
| 1999      | Profiler                                                          | Bryce Banks                    | 1 episódio     |
| 1999      | NYPD Blue                                                         | Marcello Parisi                | 1 episódio     |
| 1999      | ER                                                                | Chad Kottmeier                 | 2 episódios    |
| 2013      | Bonnie & Clyde                                                    | Clyde Barrow                   | Séries regular |

## Prêmios e indicações
| Prêmios | Prêmios   | Prêmios                          | Prêmios                                          | Prêmios                   |
| Ano     | Resultado | Premiação                        | Categoria                                        | Título                    |
| ------- | --------- | -------------------------------- | ------------------------------------------------ | ------------------------- |
| 2003    | Indicado  | Young Artist Awards              | Melhor Performance                               | Clube do Imperador        |
| 2005    | Indicado  | Teen Choice Awards               | Performance Estreante                            | Os Reis de Dogtown        |
| 2005    | Indicado  | MTV Movie Awards                 | Melhor Beijo (compartilhado com Elisha Cuthbert) | Show de Vizinha           |
| 2007    | Venceu    | NBR Awards                       | Melhor Performance                               | Into the Wild (filme)     |
| 2007    | Venceu    | Mill Valley Film Festival Awards | Melhor Ator                                      | Into the Wild (filme)     |
| 2007    | Indicado  | Gotham Awards                    | Prêmio Importante Descoberta                     | Into the Wild (filme)     |
| 2008    | Indicado  | Teen Choice Awards               | Escolha Ator de Cinema: Drama                    | Into the Wild (filme)     |
| 2008    | Indicado  | Teen Choice Awards               | Escolha Ator de Cinema: Ação Aventura            | Speed Racer               |
| 2008    | Venceu    | ShoWest Awards                   | Estrela do Amanhã - Masculino                    |                           |
| 2008    | Indicado  | Screen Actors Guild Awards       | Performance Marcante                             | Into the Wild (filme)     |
| 2008    | Indicado  | Screen Actors Guild Awards       | Performance Marcante de Elenco em Filme          | Into the Wild (filme)     |
| 2008    | Venceu    | Rising Star Awards               |                                                  | Into the Wild (filme)     |
| 2008    | Indicado  | OFCS Awards                      | Melhor Ator                                      | Into the Wild (filme)     |
| 2008    | Indicado  | Critics Choice Awards            | Melhor Ator                                      | Into the Wild (filme)     |
| 2009    | Indicado  | Screen Actors Guild Awards       | Performance Marcante de Elenco em Filme          | Milk - A Voz da Igualdade |
| 2009    | Venceu    | Critics Choice Awards            | Melhor Atuação em Conjunto                       | Milk - A Voz da Igualdade |